# Erastria canentaria
Erastria canentaria är en fjärilsart som beskrevs av Herrich-Schäffer 1856. Erastria canentaria ingår i släktet Erastria och familjen mätare. Inga underarter finns listade i Catalogue of Life.